# Christmas at the Patti
Christmas at the Patti è un album live dei Man con altri musicisti: The Flying Aces, Ducks Deluxe, The Jets, Plum Crazy with Dave Edmunds e Help Yourself with Deke Leonard & B.J. Cole, pubblicato dalla United Artists Records nel 1973. Il disco fu registrato dal vivo il 19 dicembre 1972 al The Patti Pavillion di Swansea (Galles).

## Tracce
Lato A
1. Welcome to the Party – 2:20 (Martin Ace, George Ace) – The Flying Aces
2. Boogaloo Babe – 2:45 (Sean Tyla) – Ducks Deluxe
3. My Way – 3:00 (Jerry Capehart, Eddie Cochran) – The Jets
4. Jambalaya – 3:45 (Hank Williams) – The Jets

Lato B
1. Jingle Bells/Run Rudolph Run – 3:00 (Brano tradizionale/Chuck Berry) – Plum Crazy with Dave Edmunds
2. Mona – 10:00 (Ellis McDaniels) – Help Yourself with Deke Leonard & B.J. Cole

Lato C
1. Eddie Waring – 14:00 (Deke Leonard) – Help Yourself with Deke Leonard & B.J. Cole

Lato D
1. Life on the Road – 6:30 (Micky Jones, Terry Williams, Will Youatt, Phil Ryan, Clive John) – Man with Dave Edmunds & Stan Phifer
2. Shuffle (Improvisation) – 5:00 (Micky Jones, Terry Williams, Will Youatt, Phil Ryan, Clive John) – Man with Dave Edmunds & Stan Phifer

## Musicisti
Brano A1
- Martin Ace - chitarra, voce
- George Ace - basso, voce
- Dave Charles - batteria
- Deke Leonard - chitarra
- Malcolm Morley - chitarra

Brano A2
- Sean Tyla - chitarra, voce
- Martin Belmont - chitarra, voce
- Nick Garvey - basso
- Tim Roper - batteria

Brano A3
- Tony Plum Howells - voce solista
- Deke Leonard - chitarra
- Martin Ace - basso
- Terry Williams - batteria

Brano A4
- Tony Plum Howells - voce solista
- Deke Leonard - chitarra
- Martin Ace - basso
- Terry Williams - batteria

Brano B1
- Mickey Gee - chitarra
- Dave Edmunds - voce solista, chitarra solista
- Martin Ace - basso
- Terry Williams - batteria

Brano B2
- Deke Leonard - voce solista
- Richard Treece - chitarra, armonica
- Malcolm Morley - chitarra, voce
- B.J. Cole - chitarra pedal steel
- Paul Burton - basso
- Dave Charles - batteria, voce

Brano C1
- Deke Leonard - voce solista, chitarra
- Richard Treece - chitarra
- B.J. Cole - chitarra pedal steel
- Paul Burton - basso
- Dave Charles - batteria

Brani D1 e D2
- Micky Jones - chitarra
- Clive John - chitarra
- Will Youatt - basso, voce solista
- Dave Edmunds - chitarra slade
- Phil Ryan - tastiera
- Terry Williams - batteria